# Възнесение (остров)
Вижте пояснителната страница за други значения на Възнесение.
Възнесение (на английски: Ascension Island) е малък остров в централната част на Атлантическия океан, разположен на около 1600 километра от западното крайбрежие на Африка и на около 2250 километра от източното крайбрежие на Бразилия. Бивша английска колония, днес той е част от задморската територия Света Елена, Възнесение и Тристан да Куня на Обединеното кралство.
Островът е наречен на деня, в който е регистрирано откриването му, когато се пада християнският празник Възнесение Господне.
През 1982 година британските военновъздушни сили използват острова като товарна база за нанасяне на стратегически удари срещу Фолклендите в Южния атлантик (април – юни). Оттук излитат тежките бомбардировачи „Вулкан“ в 10-часовите им мисии с презареждане във въздуха до зоната на военните действия.

## История

### Откриване
През 1501 г. португалския мореплавател Афонсу де Албукерке съзира острова на Възнесение Господне (тогава на 21 май) и го кръщава Ilha da Ascensão по името на текущия празник. Сух и безплоден, островът не е привлекателен за близо преминаващите кораби и не е завзет в полза на португалската корона. Моряците по това време го използват за лов на различни морски птици и на огромните женски зелени морски костенурки, които снасят яйцата си на плажовете му. Португалците донасят кози на острова като потенциален източник на месо за бъдещите моряци.
През февруари 1701 г. британският кораб „Роубък“, командван от Уилям Дампир, потъва в залива за закотвяне в северозападната част на острова. 60 души оцеляват в продължение на две месеца, преди да бъдат спасени. Вероятно те бързо намират големия воден извор във вътрешността на острова.
Възможно е островът понякога да е бил използван като отворен затвор за морски престъпници, макар да съществува само един такъв документиран случай, касаещ нидерландеца Лендерт Хазенбос, който е изоставен на Възнесение като наказание за содомия през май 1725 г. Британски моряци намират убежището, принадлежностите и дневника на нидерландеца през януари 1726 г., но самите му останки така и не са намерени.

### Заселване
Организираното заселване на остров Възнесение започва към 1815 г., когато британците създават гарнизон там като предпазна мярка, след като изпращат Наполеон на заточение на остров Света Елена, който се намира на югоизток. Полковник Едуард Никълс е изпратен на острова като наказание заради прекалената си подкрепа за семинолите по време на службата му в Британско-американската война. На 22 октомври пристигат два кораба, които колонизират острова в полза на Джордж III.
Местоположението на острова го прави полезна спирка за корабите и комуникациите. Британският флот го използва като станция за провизии за кораби, особено тези, които се занимават с търговия на роби. През 1823 г. на острова е установен гарнизон на Кралската морска пехота.

### Ботаника
През 1836 г. Чарлз Дарвин посещава острова в хода на второто си околосветско пътешествие. Той го описва като сух остров без дървета, по чиито брегове не расте нищо. Рядката растителност във вътрешността му издържа около 600 овце, много кози, няколко крави и коне, голям брой токачки, внесени от Кабо Верде, мишки и земни раци. Той се съгласява с поговорката на островитяните от Света Елена: „Знаем, че живеем на скала, но бедните хора на Възнесение живеят върху пепел“. Впечатление му прави грижата, с която са строени къщи и градини близо до върха на централния масив, както и цистерните покрай пътищата, предоставящи питейна вода.
През 1843 г. ботаникът и изследовател Джоузеф Далтон Хукър също посещава острова. Четири години по-късно той, с голямо поощрение от страна на Дарвин, съобщава на флота, че с помощта на Кралската ботаническа градина те биха могли да установят дългогодишен план по транспортиране на дървета към острова. Тези дървета биха улавяли повече дъжд и да подобрят почвата, позволявайки на голия остров да стане градина. Така, започвайки през 1850 г. и продължавайки всяка година, кораби пристигат с различен асортимент от растения от ботанически градини в Аржентина, Европа и Южна Африка. Към края на 1870-те години дървета Araucaria heterophylla, евкалипт, бамбук и банан вече растат в изобилие в най-високите части на острова, образувайки планинска екваториална гора.

### Ранно управление
През 1899 г. е положен първият подводен телеграфен кабел до острова, който свързва Великобритания с колониите ѝ в Южна Африка. През 1922 г. Възнесение е превърнат в зависима територия на остров Света Елена. Островът се управлява от ръководителя на местната телеграфна компания до 1964 г., когато правителството на Великобритания назначава администратор.
През Втората световна война САЩ построява въздушна база на острова, чрез която да се снабдяват и увеличават обширните операции за подводни патрули на амфибийни самолети, продължаващи от първите дни на войната. Летището, което се строи от инженерните войски на САЩ, неочаквано е посетено от два британски торпедни самолета Fairey Swordfish на 15 юни 1942 г. Самолетите кацат на незавършената писта, а събитието е отбелязано с пощенска марка, пусната на 15 юни 1982 г. Летището се използва от американските военни като спирка за самолетите, прекосяващи Атлантическия океан по пътя си към военните действия в Европа и Африка. Американски бомбардировачи, стационирани на Възнесение, участват в така наречения инцидент Лакония. След края на войната американците напускат острова, а летището излиза от употреба.
Единствените местни военни действия през Втората световна война се случват на 9 декември 1941 г. Към пладне немската подводница U-124 подхожда към Джорджтаун на повърхността. Оръдейната батарея над Джорджтаун открива огън по подводницата. Подводницата се потапя и се измъква невредима. Останките от батареята (включително оръдията ѝ) са запазени.

### Съвременна история
Американците се завръщат на острова през 1956 г. в хода на Космическата надпревара и Студената война. Летището на острова е разширено в средата на 1960-те години. Пистата му е удължена, разширена и подобрена така, че да може да се използва от големи самолети и като аварийна писта за космически совалки, макар никога да не е използвана за тази цел. По това време това е най-дългата самолетна писта на света. НАСА създава проследяваща станция на острова през 1967 г., която работи до 1990 г. През Студената война е създадена и съвместна станция между Агенцията за национална сигурност и Правителствения комуникационен щаб за прихващане на сигнали. Островът играе роля в изследването на космоса – Европейската космическа агенция разполага със съоръжение за мониторинг на ракетите Ариана на острова. През 1966 г. BBC инсталира станция за излъчване на къси вълни към Африка и Южна Америка.
През 1982 г. британска оперативна група използва Възнесение като място за подготовка във Фолкландската война. Кралските ВВС доставят няколко бомбардировача Авро Вулкан, както и няколко танкера за въздушно презареждане Handley Page Victor. Именно тези самолети предприемат първото британско настъпление от остров Възнесение. Поради повишения въздушен трафик в хода на войната, летището на острова става едно от най-натоварените в света за кратък период, с около 400 различни самолетни маневри всеки ден. Британският военноморски флот спира при Възнесение, за да презареди с гориво. След войната британците задържат повишеното си присъствие на острова.
Към 2004 г. Държавният комуникационен щаб на Великобритания продължава да провежда дейност по прихващане на сигнали на острова. Системата на НАСА за телеметрия на ракети носители включва станция на Възнесение.
През 2008 г. британски дипломати при ООН поискват суверенитет върху 200 000 km2 подводна територия около острова. Това би позволило изследването на потенциални нови източници на петрол, газ и минерали, макар да няма никакви сведения за наличието на такива.

## География
Главният остров има площ от приблизително 88 km2. Самият остров представлява магмено възвишение, намиращо се на 100 km западно от Средноатлантическия хребет, поради което голяма част от острова е съставена от изстинали лавови потоци и конуси. Открити са поне 44 отделни заспали вулканични кратери.

### Геология
В геоложко отношение Възнесение е относително младо образувание, представляващо върха на подводен вулкан, който се е издигнал над морското равнище преди около милион години. Макар вулканичната активност да се свързва главно с границата на плочите при Средноатлантическия хребет на 80 km западно, Възнесение проявява някои черти, които обикновено се свързват с вулканизма при горещи точки. Той изглежда сякаш е резултат от малко мантийно издигане, което първоначално се е образувало при Средноатлантическия хребет, преди Африканската плоча, заедно с хребета, да започне да се носи на изток, оставяйки мантийната струя на сегашното ѝ място на запад от хребета. Последното изригване на острова вероятно се е случило през 16. век. Поради кратката надморска история на острова, почвата му е съставена главно от шлака.
Островът е съставен от широк набор алкални скали, които са нетипични за океанските острови. Това включва: базалт, трахиандезит, трахит и риолит.

### Климат
Възнесение има горещ пустинен климат според климатичната класификация на Кьопен. Температурите по крайбрежие варират средно между 22,7 и 27,8 °C, като в най-високата точка на острова са с около 5 – 6 °C по-ниски. Дъждове могат да настъпят по всяко време на годината, но като цяло са по-проливни от юни до септември. Въпреки че островът е в тропичната зона, средногодишното количество на валежите е много малко. Причина за това вероятно е относително ниската температура на атлантическата вода, тъй като Бенгелското течение и Южноекваториалното течение, които оказват охлаждащо въздействие в южната част на Атлантическия океан. Тропичните циклони също са рядкост в тази част на океана.
| Климатични данни за Джорджтаун                                    | Климатични данни за Джорджтаун | Климатични данни за Джорджтаун | Климатични данни за Джорджтаун | Климатични данни за Джорджтаун | Климатични данни за Джорджтаун | Климатични данни за Джорджтаун | Климатични данни за Джорджтаун | Климатични данни за Джорджтаун | Климатични данни за Джорджтаун | Климатични данни за Джорджтаун | Климатични данни за Джорджтаун | Климатични данни за Джорджтаун | Климатични данни за Джорджтаун |
| Месеци                                                            | яну.                           | фев.                           | март                           | апр.                           | май                            | юни                            | юли                            | авг.                           | сеп.                           | окт.                           | ное.                           | дек.                           | Годишно                        |
| Абсолютни максимални температури (°C)                             | 31,7                           | 31,7                           | 31,7                           | 32,2                           | 31,7                           | 30,6                           | 30,6                           | 28,9                           | 28,9                           | 28,9                           | 30,0                           | 30,6                           | 32,2                           |
| Средни максимални температури (°C)                                | 28,3                           | 29,4                           | 30,0                           | 30,0                           | 28,9                           | 27,8                           | 27,2                           | 26,1                           | 26,1                           | 26,1                           | 26,7                           | 27,2                           | 27,8                           |
| Средни минимални температури (°C)                                 | 22,8                           | 23,9                           | 24,4                           | 24,4                           | 23,9                           | 22,8                           | 22,2                           | 21,1                           | 21,1                           | 21,1                           | 22,2                           | 22,6                           | 22,7                           |
| Абсолютни минимални температури (°C)                              | 18,9                           | 20,0                           | 21,1                           | 20,6                           | 19,4                           | 19,4                           | 19,4                           | 18,3                           | 17,2                           | 18,3                           | 17,8                           | 17,8                           | 17,2                           |
| Средни месечни валежи (mm)                                        | 8                              | 10                             | 38                             | 30                             | 10                             | 15                             | 13                             | 10                             | 10                             | 13                             | 8                              | 8                              | 173                            |
| Средно количество слънчеви часове                                 | 229                            | 224                            | 276                            | 267                            | 264                            | 260                            | 239                            | 217                            | 165                            | 161                            | 159                            | 198                            | 2659                           |
| ----------------------------------------------------------------- | ------------------------------ | ------------------------------ | ------------------------------ | ------------------------------ | ------------------------------ | ------------------------------ | ------------------------------ | ------------------------------ | ------------------------------ | ------------------------------ | ------------------------------ | ------------------------------ | ------------------------------ |
| Източник: Deutscher Wetterdienst, Danish Meteorological Institute |                                |                                |                                |                                |                                |                                |                                |                                |                                |                                |                                |                                |                                |

## Флора и фауна
Еднемичната флора включва растения, като Pteris adscensionis, Asplenium ascensionis, Euphorbia origanoides, както и вече изчезналите Oldenlandia adscensionis и Sporobolus durus. Anogramma ascensionis също се е смятало за измряло, поради загуба на местообитанието, но през 2010 г. са открити четири индивида на острова. След това са засяти още 60 образеца от растението. Козите на острова, донесени от португалците през 16. век, са изяли голяма част от видовете до изчезване. По-нататъшното интродуциране на зайци, овце, мишки и магарета и други животински видове, допълнително маргинализира първоначалната островна флора.
Към 1843 г. островът е оголен и почти няма растения. Обаче поради донасянето на дървесни видове от британците, островът е една от едромащабните планирани гори и нараства от година на година. Най-високата точка на острова е с надморска височина от 859 m и е обрасла с бамбук. През юни 2005 г. е отворен национален парк, обхващащ територията около височината.
Prosopis juliflora е засято на острова през 1966 г., така че почвата да се стегне и да може да се построи релейна станция върху нея. Към 2016 г. растението вече процъфтява върху голата лава и наброява 38 хил. храста. Разпространението му обаче се оказва разрушително за други видове. Жилавите му корени могат да стигат до 30 метра дълбочина. Местната власт разглежда начини за контролирането и унищожаването му.
На острова са внесени различни бозайници: овце, магарета, котки, мишки и други. Сред влечугите се открояват два вида гущери. Ендемити се срещат сред насекомите. Най-голямото местно животно на сушата е ракът Johngarthia lagostoma. Във водите около острова се срещат акули, уаху, риба тон, марлини, Centrolophus niger и Istiophorus platypterus. Защитената зелена морска костенурка е може би най-известното ендемично животно, което идва на брега, за да снесе яйцата си на плажа от ноември до май. До 1930 г. костенурките редовно се ловят, но след това практиката е забранена. Към 1970 г. популацията им отново се увеличава.
На сушата се срещат птици от Врабчови, Serinus, Estrildidae и други. Саждените рибарки свиват гнезда върху изстиналата крайбрежна лава. Сред морските птици се открояват Sula, Phaethon, Gygis alba, Anous minutus, магеланова чайка и орлова фрегата. Птицата Mundia elpenor изчезва към началото на 19. век.
След успешна кампания на Кралското общество за защита на птиците, през 2006 г. на главния остров са отстранени всички диви котки, тъй като представляват заплаха за застрашените птици на Възнесение. Възнесение е обявен за орнитологично важно място от Бърдлайф Интернешънъл, тъй като на него се размножават много морски птици.
През януари 2016 г. е обявено, че територията около острова ще стане голям морски резерват с цел да се защити разнообразната и уникална екосистема. С площ от 234 291 km2, малко повече от половината резерват ще е затворен за риболов, докато остатъкът ще подлежи на регулация.

## Население
Към 2016 г. населението на остров Възнесение е представено от 806 души, от които 556 са с корени от остров Света Елена, а 250 души са от други националности. На Възнесение никога не е имало коренно население.
Има четири селища:
- Джорджтаун – най-голямото селище и столица на острова;
- Ту Боутс – село с училище;
- Кет Хил – американска база;
- Травелърс Хил – британска база;

Освен това има разпръснати вили сред планината, които някога се наемат от посетители.
Постоянното жителство на острова изисква трудов договор.

## Икономика
Основната икономическа дейност на острова е фокусирана върху военновъздушните бази и релейната станция. В миналото до острова е бил закотвен 70 000-тонен танкер, който се е използвал от „Мерск“ като съоръжение за съхранение на гориво. През декември 2002 г. той е заменен от депо на брега, управлявано от военните. Главен износ на острова са пощенските марки (от 1922 г.) и колекционерските монети (от 2010 г.), които са законно платежно средство, макар да не са в обращение. Островът печели и от издаване на разрешителни за риболовни кораби. Вторичен износ е продаването на международния интернет домейн .ac, който някои образователни институции във Великобритания използват, тъй като е сходен с академичния домейн .ac.uk. През декември 2013 г. сайтът The Pirate Bay сменя домейна си от .sx на .ac.
Туризмът до 2002 г. като цяло не съществува, поради недостъпността на острова, липсата на места за настаняване и нуждата от спонсор. През последните години е осигурен ограничен въздушен достъп до острова, отворени са няколко вили за гости, но посетителите все пак трябва да се снабдят с разрешително за посещение от местната власт. Основната атракция за туристите е спортният риболов. Островът е известен и с това, което някои определят като най-лошото голф игрище на света.
Официалната валута на острова е паунд на Света Елена. Общата дължина на пътищата на острова е 40 km.